# Seznam geografskih vsebin
Seznam geografskih vsebin podaja vse članke, ki se v Wikipediji nanašajo na geografijo, geologijo in sorodne vede o Zemlji in nam prvenstveno služi za nadzorovanje sprememb. Naslovi člankov so izpisani z malo začetnico tam kjer je potrebno, drugače pa z veliko. Kakorkoli že, Wikipedijin sistem vse članke samodejno zapiše z veliko začetnico.

## A
Afrika - 
Albert Embankment - 
Amerika - 
Anacostia (reka) - 
Antarktika - 
Antietam Creek - 
Arktika -

## B
Barcău - Begej - Bois de Sioux - Brezova reber, Semič - Broad River (Karolini) -

## C
celina - 
Christina (reka) -
Connecticut River -

## D
Dan yr Ogof - 
Deščice - 
Dobrla vas - 
država -

## E
Evropa - 

## F
Finse - 

## G
Gagra - 
geografija - 
geologija - 
Gila (reka) - 
gora -
Green River (Utah) - 
Gunpowder - 
Guča -

## I
Ilek -

## J
James River (Dakoti) - 
Jerma - 
jezero - 
Južna Amerika -

## K
kartograf - 
kontinent - 
Kootenay (reka) - 
kraj -
kriosfera -
Kvirinalski trg, Rim -

## L
Latorica -
Lužiška Nisa -
Lužnice -

## M
Mbomou - 
mesto - 
morje -

## N
Naravni rezervat Prestegårdsskogen -

## O
ognjenik - 
ocean - 
Orehovci, Gornja Radgona - 
Our (reka) - 
ozračje -

## P
Prelaz Kozjak -
Prizren -

## R
reka -
Roe River -

## S
Severna Amerika - 
seznam geografov - 
seznam geografskih vsebin - 
seznam geologov - 
seznam kartografov -
Snake River -
Spodnji Kašelj -
Susquehanna (reka) -

## T
Tennessee River -
Tug Fork River -

## V
Valira (reka) - 
vas - 
viharnik - 
vroči pas - 
vulkan - 

## W
White Rock, Nova Mehika - 

## Z
Znojile - 